# Meester- en slavenmoraal

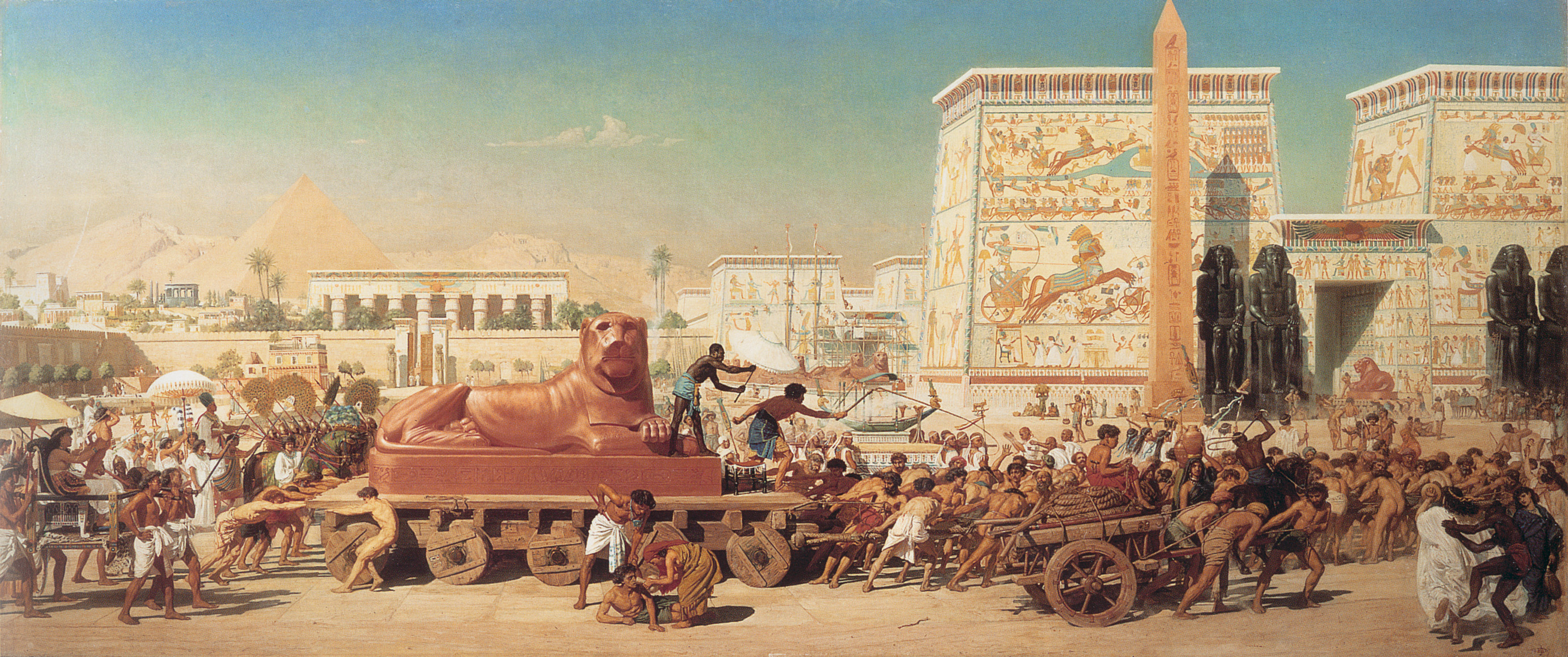
Hebreeuwse slaven in Egypte

De heren- en slavenmoraal zijn moraalfilosofische begrippen, bedacht door de Duitse filosoof Friedrich Nietzsche. Nietzsches kijk op moraal verschilde in zijn tijd drastisch van gangbare theorieën over moraal, die hoofdzakelijk hun grondslag hadden in het utilisme en/of Joods-christelijke filosofie. De herenmoraal bestond uit drie aspecten die volgens Nietzsche belangrijk waren in het Oude Griekenland en het Romeinse Rijk, namelijk trots, adellijkheid en assertiviteit. De slavenmoraal was een reactie op de herenmoraal, die doorbrak met de komst van het christendom, hoewel de slavenmoraal zelf het christendom geruime tijd voorging.

## Herenmoraal

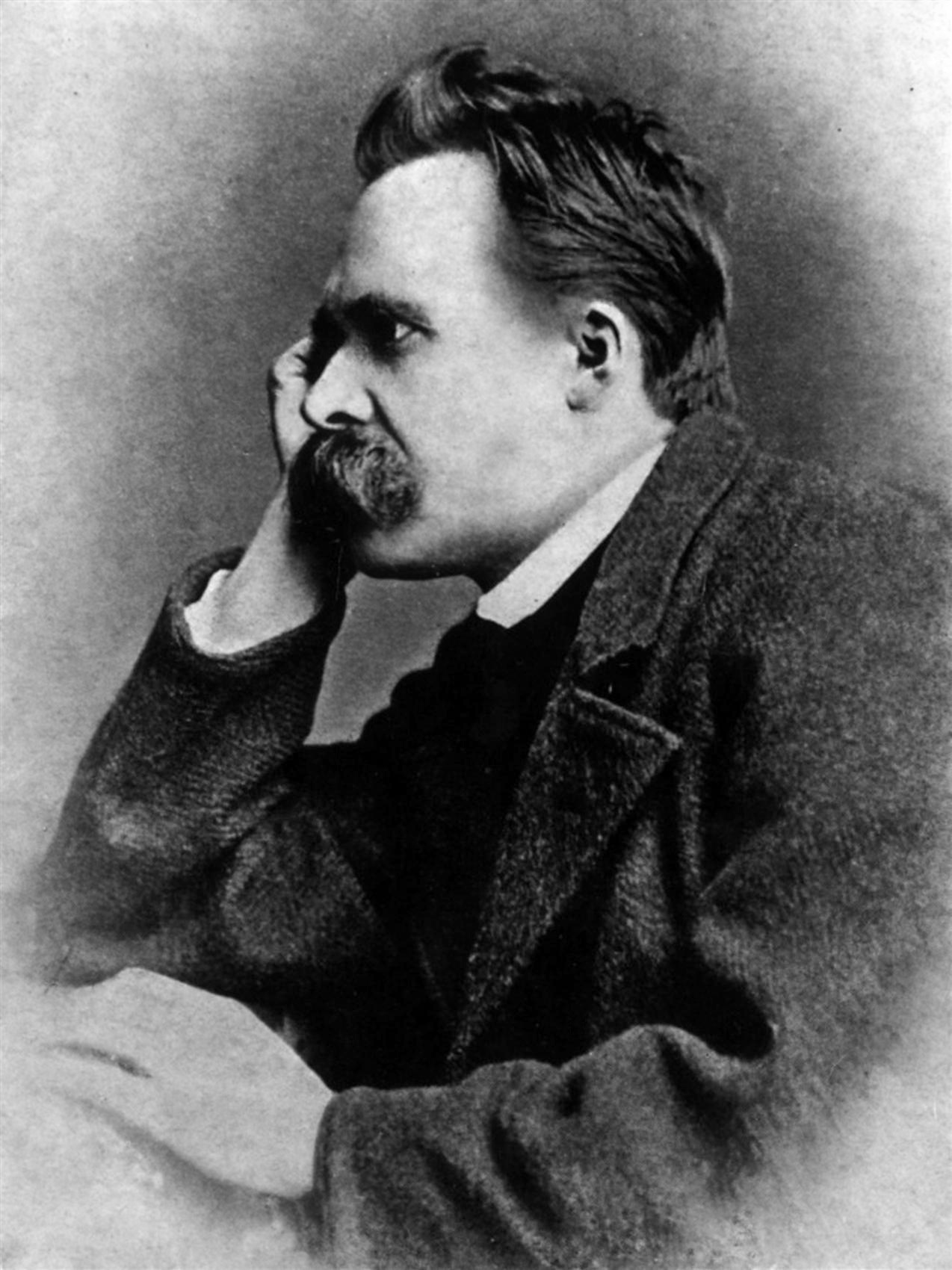
Friedrich Nietzsche

De herenmoraal (of heersersmoraal) bestond al in de Oudheid. De Hellenen en de Romeinen waren van mening dat iets pas goed is, wanneer het assertief, nobel en nuttig is voor diegene die oordeelt. Deze drie aspecten vormen samen de herenmoraal en waren de enige deugden toentertijd. Alles wat niet assertief, edel of nuttig was, waren ondeugden en dus slecht. Degenen die leefden naar de herenmoraal namen enkel zichzelf en niet het gemiddelde als maatstaf voor de morele oordelen die ze maakten. Hiermee is de herenmoraal eigenlijk de oorsprong van al de moraal, ook de slavenmoraal; omdat dit niets meer is dan een reactie op de herenmoraal en daarmee niet op zichzelf kan staan.

## Slavenmoraal

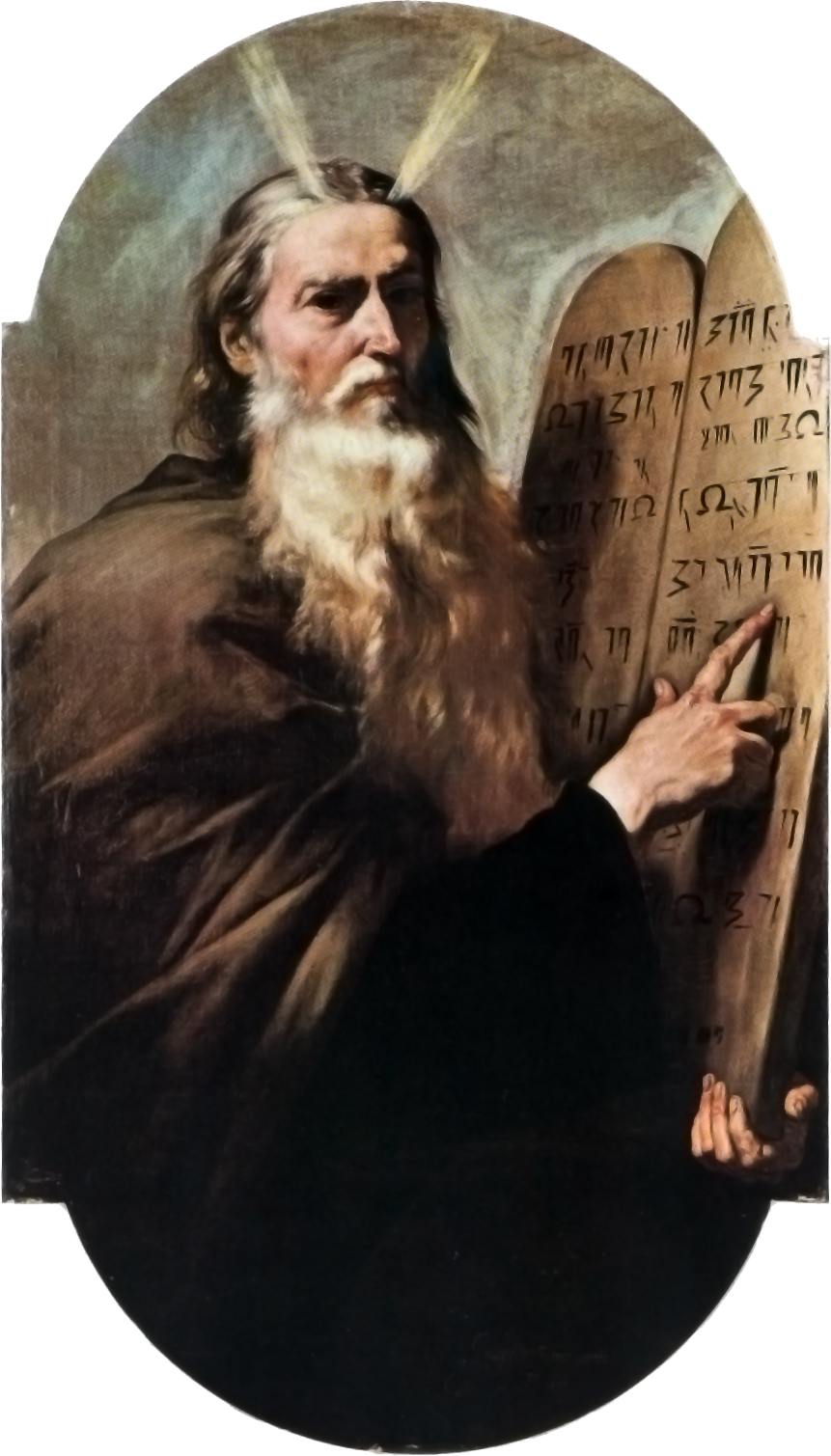
Mozes, was volgens het tweede boek van de Hebreeuwse Bijbel, Exodus de leider van de Israëlitische slaven bij de uittocht uit Egypte.

In de praktijk kwam de herenmoraal vooral voor onder de heersende klassen van de maatschappij, wat dus een reactie uitlokte van de lagere klassen, die zich onderdrukt voelden door de heersers. Al met al was slavenmoraal een inversie op de herenmoraal: Alles wat volgens de herenmoraal goed was, was volgens de slavenmoraal kwaadaardig en alles wat volgens herenmoraal nutteloos was, was volgens de slavenmoraal goedaardig. In de slavenmoraal was het gemiddelde de maatstaf voor alle morele oordelen die gemaakt moeten worden. De slavenmoraal had volgens Nietzsche overwonnen op de herenmoraal, toen het in de herenmoraal gegronde Klassieke denkbeelden plaats moesten maken voor het Jodendom en christendom.

### Herkomst van de Slavenmoraal
Nietzsche schrijft de herkomst van de slavenmoraal toe aan de Joods-Christelijke morele traditie. Voor Nietzsche zijn er geen wezenlijke verschillen tussen het jodendom en het christendom, Jezus was een Jood die het jodendom wilde hervormen, en de daaruit voortvloeiende splitsing tussen jodendom en christendom is voor Nietzsche een kwestie van twee variaties op hetzelfde thema. Zowel het jodendom als het christendom hebben dezelfde wortels en dezelfde algemene benadering van moraliteit.
Nietzsche brengt de oorsprong van die moraal terug tot een beslissende reeks gebeurtenissen vóór de tijd van Mozes, vroeg in de Joodse geschiedenis. Die gebeurtenis was de onderwerping van de Israëlieten in Egypte. In het tweede boek van de Hebreeuwse Bijbel, Exodus staat beschreven hoe de Joden voor lange tijd een slavenvolk werden onder machtige Egyptische heersers.
Toch slaagden de Joden erin te overleven, en zelfs hun religie en cultuur te behouden, en terwijl hun Egyptische meesters lang geleden vergingen, overleefden de Joden, en spreidde ze zich uit over de gehele wereld. Hoe deden de Joden dit?
Volgens Nietzsche stelden de Joden zich hier enkele zeer realistische, praktische vragen over moraliteit. Als het goed is om te overleven, welk handelingen houden je dan in leven? En als je toevallig een slaaf bent, hoe overleef je dan als slaaf? En, aan de andere kant, welke handelingen worden in zulke situatie je dood? Als je een slaaf bent en je hebt kinderen waarvan je wanhopig wilt dat ze overleven en opgroeien, wat leer je je slavenkinderen dan om hun kansen daarop te vergroten?
Als je als slaaf wilt overleven, moet je uiteraard de meester gehoorzamen. Dat gaat niet vanzelf. Alle levende wezens, zegt Nietzsche, hebben een instinct om zich te uiten, om hun macht te laten gelden. Als slaaf moet je dus je natuurlijke instinct, en het verlangen naar wraak onderdrukken. Je traint jezelf om je natuurlijke impulsen te beteugelen en een nederig, geduldig en gehoorzaam zelf te worden.
Slaven die dit niet doen, eindigen dood. Slaven die trots, ongeduldig en ongehoorzaam zijn, houden het niet lang vol, zijn de eigenschappen die je je kinderen moet meegeven als je wilt dat ze overleven. Slavendeugden worden zo culturele waarden over generaties heen. 
Naarmate de tijd verstreek, vergaten de Israëlitische slaven de oorsprong van de morele code van hun cultuur en werden de Slavendeugden, de heersende normen. Zo, betoogt Nietzsche, werden tijdens deze bepalende gebeurtenis in de vroege Joodse geschiedenis de slavenwaarden de geïnternaliseerde culturele waarden van de Joden.

### De Priester

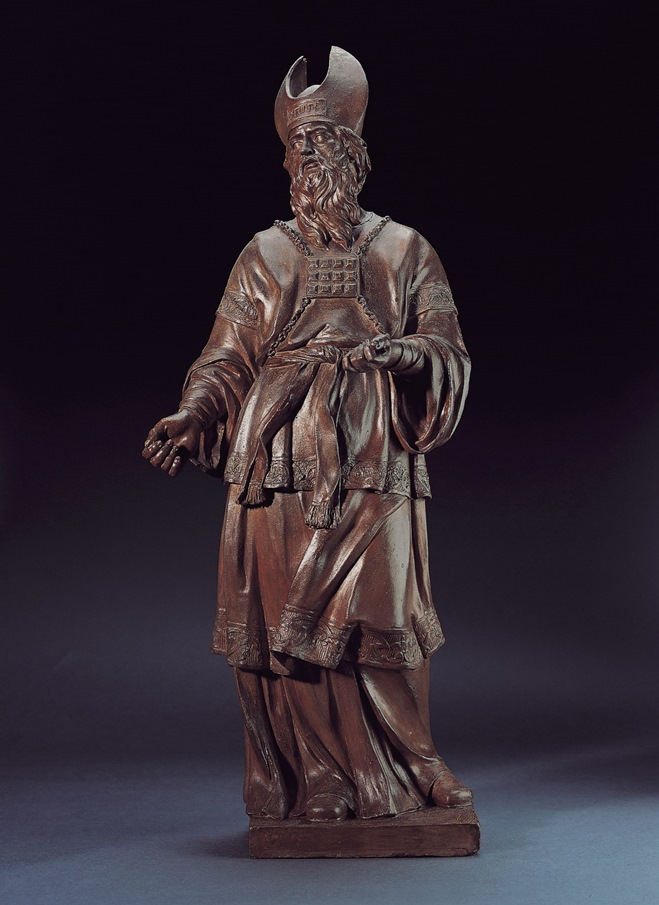
Aäron was volgens de traditie in de Hebreeuwse Bijbel de broer van Mozes en de eerste hogepriester van de Israëlieten en daarmee aartsvader van alle priesters.

Sommige van de Joodse slaven onder de Egyptenaren en latere meesters waren levendige mensen met verlangens om te leven, te groeien en zichzelf te uiten. dit was echter niet mogelijk als slaaf. Leven als een slaaf is constant gefrustreerd zijn, en hoe energieker en levendiger men is, hoe groter de frustratie. 
Zulke slaven zullen volgens Nietzsche, de meester, en ook zichzelf sterk gaan haten. En die haat veroorzaakt dan weer een ondraaglijke innerlijk psychologisch druk. Nietzsche vraagt ons hierbij te denken aan priesters, zij die niet de gebruikelijke schaapachtige volgelingen van een religie zijn, maar die slimmer zijn, die gedrevener en ambitieuzer zijn, en die scherper de interne strijd voelen tussen de natuurlijke dierlijke drang naar macht en de eisen van een moraal die hen geleerd heeft onbaatzuchtig en nederig te zijn. Binnen zulke priesters, zegt Nietzsche, vinden we de meest interessante en verontrustende psychologische verschijnselen. 
"Het is vanwege hun onmacht dat in hen de haat groeit tot monsterlijke en griezelige proporties. De echt grote haters in de wereldgeschiedenis zijn altijd priesters geweest. En waar hebben de priesters van de Joods-Christelijke traditie het voortdurend over in hun preken? Is het niet één grote wraakfantasie?"
De Joods-Christelijke morele code, concludeert Nietzsche, wordt onderdeel van hun wraakstrategie. Het doel ervan is om de zwakkeren in staat te stellen te overleven in een harde wereld waarin zij vaak aan de ontvangende kant van de grote stok staan - maar ook om het vertrouwen van het meestertype in zichzelf te ondermijnen en uiteindelijk de meesters te onderwerpen en ten val te brengen om zo een geestelijke wraak te kunnen nemen. 
Als bewijs hiervoor herinnert Nietzsche ons aan de Joods-Christelijke retoriek over hoe, ondanks de huidige schijn, de zwakken, de zieken en de armen uiteindelijk zullen zegevieren. Hun koninkrijk ooit zal komen en God zijn toorn op de rijken en machtigen zal botvieren.

### Rome Versus Judea

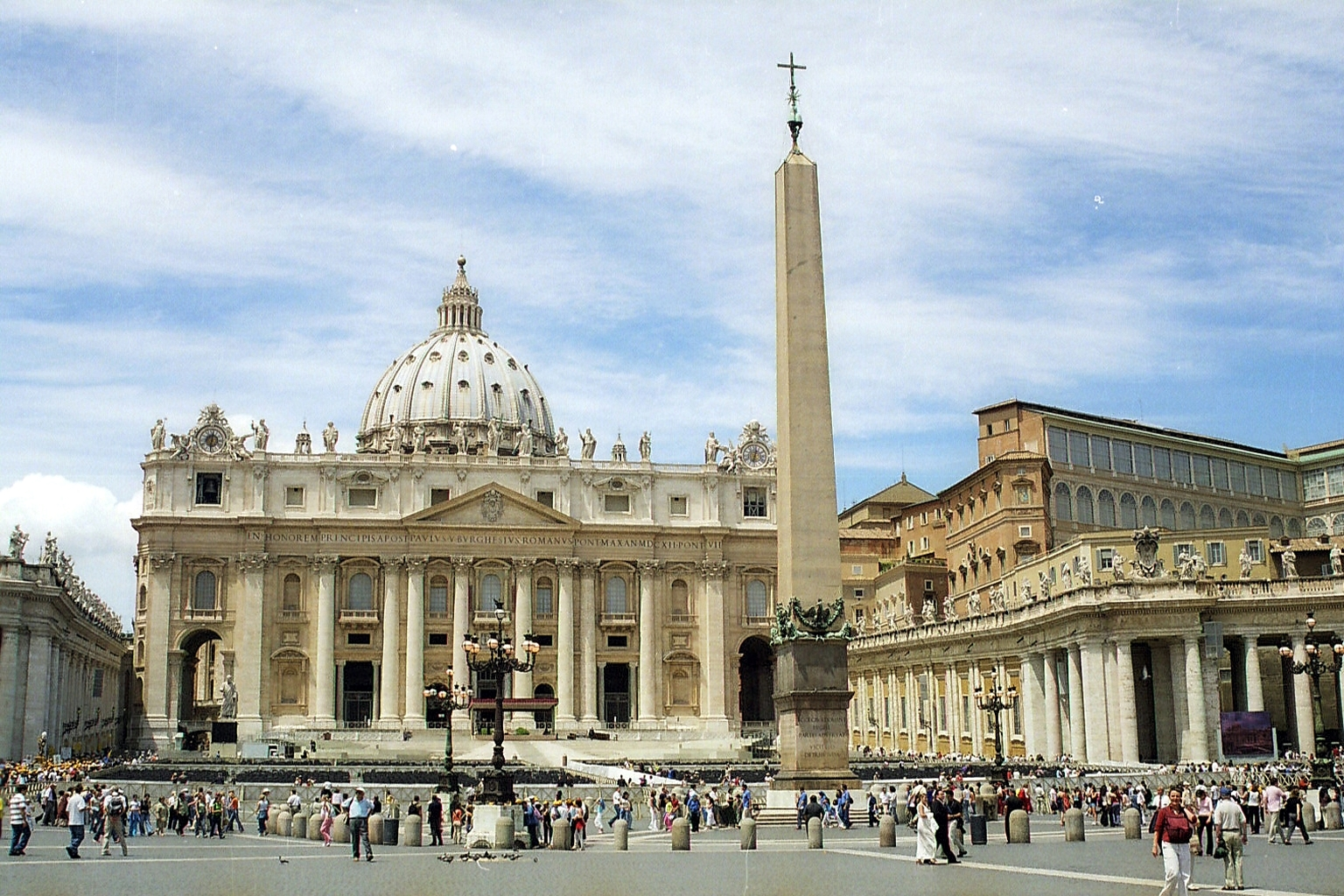
Vaticaanstad in Rome is de hoofdzetel van de Rooms-Katholieke Kerk.

Dit alles samenvattend tot twee essentiële punten, gelooft Nietzsche dat de slavenmoraal van de Joods-Christelijke traditie een tweeledige strategie is: Één het is een overlevingscode die de zwakken in staat stelt samen te werken om te overleven; en Twee het is als wraak en een machtsspel in hun strijd tegen de sterken.
Voor Nietzsche is het duidelijk wie deze eeuwenoude strijd gewonnen heeft. Jeruzalem is de thuisbasis van de belangrijkste Westerse religieuze tradities, die allemaal voortkomen uit het Jodendom zegt Nietzsche, maar tegelijkertijd wijst hij op het klassieke Rome als de grootste hoogte die de Heidense tradities bereikten. In Rome werden de Filosofie en Kunst van de Grieken gecombineerd met het politieke en militaire genie van de Romeinen om het grootste Meesterrijk te creëren dat de wereld ooit had gezien.
Nietzsche nodigt ons vervolgens uit na te denken over wie vandaag voor wie knielt in Rome... De Joods-Christenen hebben Rome overgenomen, en om de woorden van Nietzsche te gebruiken: “Alles wordt zichtbaar verjoodsd en gekerstend. De opperslaaf heeft al zeer lang geleden zijn kamp gevestigd en zijn vlag geplant in het centrum van wat destijds het grootste Meesterrijk was dat de wereld ooit had gezien".

## Nietzsches versie en interpretatie
Of Nietzsche slavenmoraal als slecht en de herenmoraal als de ware deugd beschouwde staat open voor interpretatie. Het kan namelijk ook worden opgevat als een soort van historische observatie. Nietzsche hoopte een begin te kunnen maken met een herevaluatie van al de moraal, waarvan hij hoopte dat dit zowel slaven- als herenmoraal zou overstijgen.
Nietzsche beschouwde de slavenmoraal als een truc van de zwakkeren in de maatschappij om de sterkeren te onderdrukken. Dit omdat zwakkeren geen dappere of sterke krijgers waren die met open vizier hun vijand te lijf konden gaan, maar afhankelijk waren van sluwe manipulatie die vanuit de duisternis anderen gebruiken om hun vijanden te vermorzelen.